# Arrondissement de Neustettin

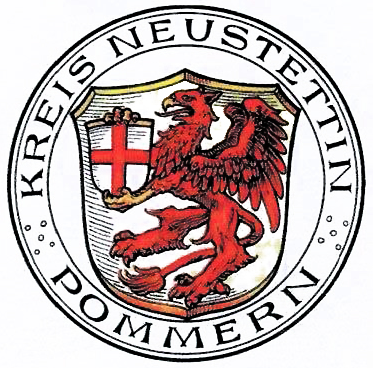
Armoiries de l'arrondissement de Neustettin

L'arrondissement de Neustettin est un arrondissement prussien de Poméranie-Orientale jusqu'en 1945. Son chef-lieu est la ville de Neustettin. L'ancien territoire de l'arrondissement se trouve maintenant principalement dans les powiats de Drawsko (Dramburg) et Szczecinek (Neustettin) dans la voïvodie polonaise de Poméranie-Occidentale. Une petite partie de l'ancien arrondissement se trouve maintenant dans le powiat de Złotow (Flatow) dans la voïvodie de Grande-Pologne.

## Histoire

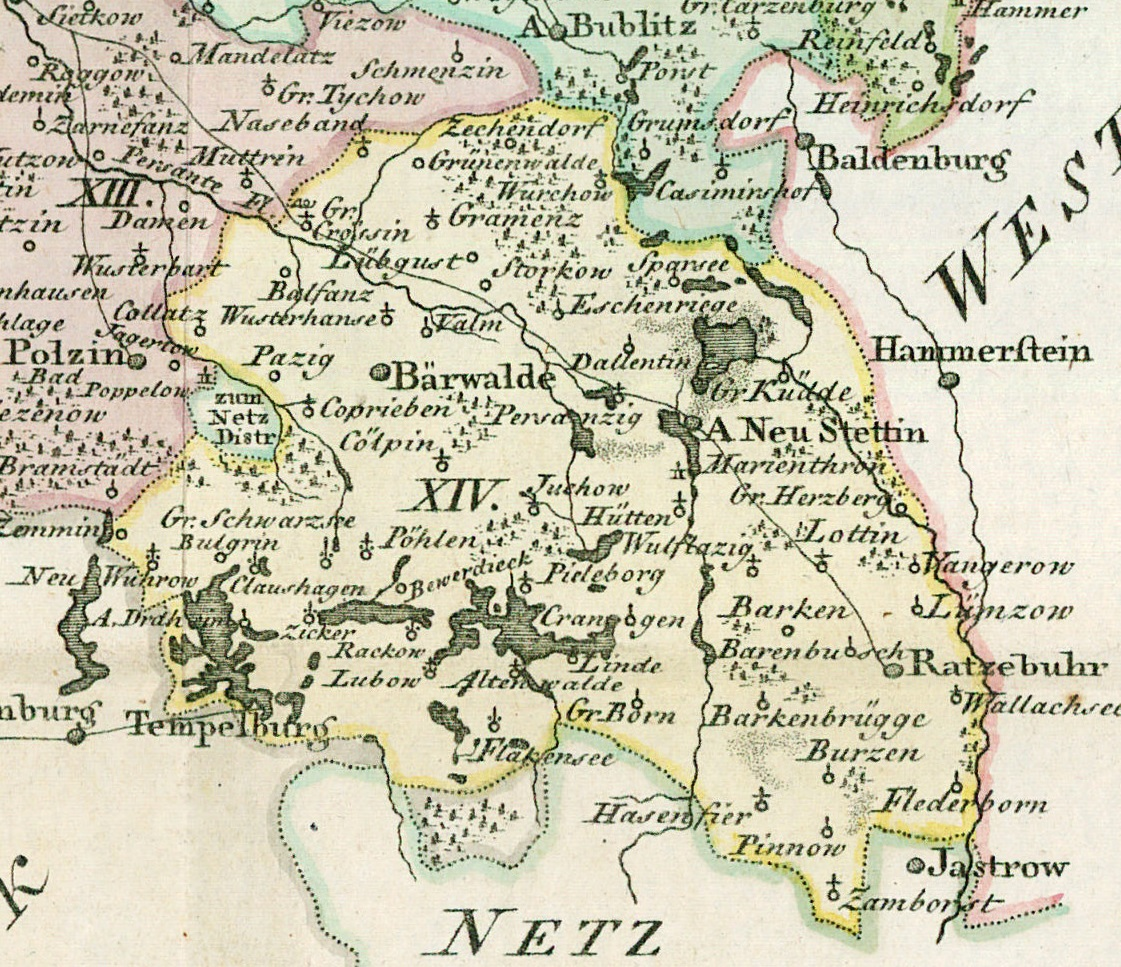
L'arrondissement de Neustettin au XVIIIe siècle

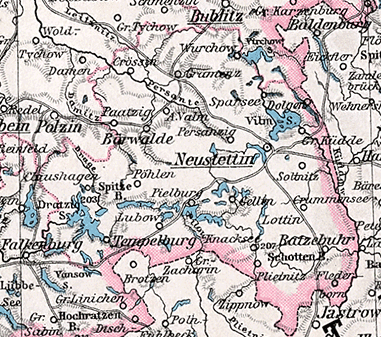
Le territoire de l'arrondissement en 1905

En Poméranie-Occidentale, qui fait partie du Brandebourg-Prusse depuis 1648, une réforme des arrondissements est menée en 1724. Le nombre d'arrondissements et des administrateurs correspondants est sensiblement réduit afin de diminuer le fort morcellement territorial dû à la complexité des droits de propriété de la noblesse en Poméranie-Occidentale. L'arrondissement de Neustettin, qui existe déjà à l'époque, est fusionné avec l'arrondissement de Glasenapp en un seul arrondissement à partir du 1er janvier 1725. L'arrondissement comprend les villes de Bärwalde, Neustettin, Ratzebuhr et Tempelburg, les bureaux royaux de Draheim et Neustettin, et un plus grand nombre de villages et domaines nobles.
À la suite de l'ordonnance prussienne sur les autorités provinciales du 30 avril 1815, l'arrondissement devient une partie du district de Köslin dans la province de Poméranie. Lors de la réforme des arrondissements de Poméranie de 1818, la délimitation de l'arrondissement n'est pas modifiée. En 1828, les villages de Jagertow et Kollatz (jusqu'alors en condominium avec les arrondissements de Belgard-sur-la-Persante (de) et de Neustettin) sont pleinement intégrés à l'arrondissement de Belgard.
En 1871, l'arrondissement de Neustettin comprend quatre villes, 121 communes et 126 districts de domaine. Le 30 septembre 1929, une réforme territoriale a lieu dans l'arrondissement, comme dans le reste de l'État libre de Prusse, dans laquelle tous les districts de domaine indépendants sont dissous et attribués aux communautés voisines.
Lors de la réforme prussienne du 1er octobre 1932, l'arrondissement est agrandi des communes de Bischofthum, Drensch, Grumsdorf, Kasimirshof, Linow, Sassenburg et Stepen de l'arrondissement dissous de Bublitz (de) .
Le 1er octobre 1938, l'arrondissement de Neustettin est transféré du district de Köslin au district de Posnanie-Prusse-Occidentale (de).
Le 1er avril 1941, les communes de Groß Born, Knacksee, Linde, Plietnitz et Steinforth sont supprimées dans le cadre de la création du district de domaine militaire de Groß Born (de). Le 1er octobre, des parties des communes de Doderlage, Rederitz et Zippnow de l'arrondissement voisin de Deutsch Krone sont également incluses dans le district du domaine militaire de Groß Born.
Au printemps 1945, le territoire de l'arrondissement de Neustettin est occupé par l'Armée rouge. Après la fin de la guerre, à l'été 1945, la puissance occupante soviétique place l'arrondissement sous l'administration de la République populaire de Pologne conformément à l'Accord de Potsdam (de). Dans la période qui suit, la population allemande est expulsée de l'arrondissement.

## Évolution de la démographie
| Année | Habitants | Source |
| ----- | --------- | ------ |
| 1797  | 26 797    | [ 3 ]  |
| 1816  | 29 432    | [ 4 ]  |
| 1846  | 55 058    | [ 5 ]  |
| 1871  | 72 952    | [ 1 ]  |
| 1890  | 74 391    | [ 6 ]  |
| 1900  | 76.101    | [ 6 ]  |
| 1910  | 76 267    | [ 6 ]  |
| 1925  | 81 460    | [ 6 ]  |
| 1933  | 81 513    | [ 6 ]  |
| 1939  | 83 794    | [ 6 ]  |

## Administrateurs de l'arrondissement
- 000?–173200Aegidius Christoph von der Osten (de)
- 1732–175800Casimir Gerhard von der Osten (de)
- 1758–178500Georg Ernst von Kleist (de)
- 1786–181500Alexander Zabel Ernst von Münchow (de)
- 1818–182400Gustav Friedrich von Foller (de)
- 1829–184400Theodor von Zastrow
- 1845–184800Theodor von Bonin (de)
- 1848–187400Hermann von Busse (de)
- 1874–189900Bogislav von Bonin (de)
- 1899–191200Eckart von Bonin
- 1913–191900Gertzlaff von Hertzberg (de)
- 1919–192000von Dannenberg
- 1920–192100Otto Passehl
- 1921–999900Wilhelm Guske
- 1921–193500Ernst Kraaz
- 1935–194000Heinrich Braasch (de)
- 1941–194400Rolf Peter

## Constitution communale
Depuis le XIXe siècle, l'arrondissement de Neustettin est divisé en villes, en communes rurales et en districts de domaine. Avec l'introduction de la loi constitutionnelle prussienne sur les communes du 15 décembre 1933 ainsi que le code communal allemand du 30 janvier 1935, le principe du leader est appliqué au niveau municipal. Une nouvelle constitution d'arrondissement n'est plus créée; Les règlements de l'arrondissement pour les provinces de Prusse-Orientale et Occidentale, de Brandebourg, de Poméranie, de Silésie et de Saxe du 19 mars 1881 restent applicables.

## Villes et communes
En 1945, l'arrondissement de Neustettin comprend quatre villes, 130 communes et un district de domaine militaire non constitué en commune  : 
| - Alt Draheim - Alt Koprieben - Alt Liepenfier - Alt Priebkow - Alt Valm - Altenwalde - Althütten - Auenfelde - Bahrenberg - Bahrenbusch - Balfanz - Barkenbrügge - Bärwalde, ville - Bernsdorf - Bewerdick - Bischofthum - Blumenwerder - Borntin - Briesen - Buchwald - Burghof - Burzen - Dieck - Dolgen - Drensch - Dummerfitz - Eichenberge - Eichkamp - Eschenriege - Eulenburg - Flackenheide - Flacksee - Flederborn - Galow | - Gellen - Gellin - Glasenapp - Graben - Grabunz - Gramenz - Grenzneuhof - Groß Born (de), district de domaine militaire - Groß Dallenthin - Groß Hertzberg (en) - Groß Krössin - Groß Küdde - Groß Schwarzsee - Groß Zemmin - Grumsdorf - Grünewald - Hammer b. Zicker - Hasenfier - Heinrichsdorf (de) - Hochfelde - Hütten b. Gellin - Juchow - Kalenberg - Kasimirshof - Klaushagen - Klein Dallenthin - Klein Küdde - Klein Schwarzsee - Klein Zacharin - Klingbeck - Klotzen - Klöpperfier - Krangen - Kucherow | - Kussow - Kölpin - Labenz - Lanzen - Lehmaningen - Linow - Lottin - Lubow - Lucknitz - Lübgust - Lümzow - Marienwalde - Mossin - Naseband - Naßglienke - Neblin - Nemmin - Neu Draheim - Neu Koprieben - Neustettin, ville - Neu Liepenfier - Neu Valm - Neu Wuhrow - Neudorf - Neugönne - Osterfelde - Patzig - Persanzig - Pielburg - Pinnow - Prössin - Pöhlen - Rackow - Raddatz | - Ratzebuhr, ville - Ravensberg - Reppow - Sassenburg - Scharpenort - Schmalzenthin - Schmidtenthin - Schneidemühl b. Zicker - Soltnitz - Sparsee - Stepen - Storkow - Streitzig - Tempelburg, ville - Thurow - Trabehn - Trocken Glienke - Vangerow - Villnow - Wallachsee - Warlang - Westgönne - Wilhelmshorst - Wuckel - Wulfflatzke - Wurchow (de) - Wusterhanse - Zamborst - Zechendorf - Zemmin - Zicker - Zuch - Zülkenhagen |

### Communes dissoutes
- Galowdamm, 1928 à Galow
- Gönne, vers 1928 à Westgönne
- Groß Born, le 1er avril 1941 au district de domaine militaire de Groß Born
- Adlig Heinrichsdorf et Königlich Heinrichsdorf, réunis le 14 octobre 1911 pour former la commune d'Heinrichsdorf
- Karlsdorf, 1930 à Borntin
- Knacksee, le 1er avril 1941 au district de domaine militaire de Groß Born
- Linde, le 1er avril 1941 au district de domaine militaire de Groß Born
- Neuhof b. Brotzin, vers 1929 à Grenzneuhof
- Plietnitz, le 1er avril 1941 au district de domaine militaire de Groß Born
- Adlig Soltnitz und Königlich Soltnitz, réunis en 1903/08 pour former la commune de Soltnitz
- Steinforth, le 1er avril 1941 au district de domaine militaire de Groß Born
- Storkow A und Storkow B, réunis le 14 octobre 1911 pour former la commune de Storkow
- Tarmen, le 1er avril 1939 à Pöhlen

### Changement de nom
- Gissolk, le 29 décembre 1937 renommé Eichkamp

## Transports
Dans l'arrondissement de Neustettin, le chemin de fer de l'Est prussien commence à construire la ligne de Ruhnow à Tempelburg. Cela continue en 1878 via Neustettin jusqu'à Schlochau. La même année, la ligne de Belgard atteint le chef-lieu et est prolongée jusqu'à Rummelsburg et en 1879 jusqu'à Schneidemühl.
Les chemins de fer d'État de la Prusse ouvrent également une ligne secondaire de Bublitz à Gramenz en 1896 et à Bad Polzin en 1903. La ligne Tempelburg - Jastrow forme la conclusion en 1908.
Il n'y a pas de petits chemins de fer dans l'arorndissement de Neustettin. Un seul chemin de fer militaire entre Lubow et Groß Born sert temporairement pour les transports publics.

## Personnalités liées à l'arrondissement
- Maximilian von Versen (1833-1893), général né à Wurchow (de)
- Eckart von Bonin (1854-1912), homme politique né à Wulfflatzke
- Karl Decker (1897-1945), général né à Borntin